# Typhlotanais brevicornis
Typhlotanais brevicornis är en kräftdjursart som först beskrevs av Wilhelm Lilljeborg 1864. Enligt Catalogue of Life ingår Typhlotanais brevicornis i släktet Typhlotanais och familjen Nototanaidae, men enligt Dyntaxa är tillhörigheten istället släktet Typhlotanais och familjen Typhlotanaidae. Arten är reproducerande i Sverige. Inga underarter finns listade i Catalogue of Life.